# Adelshofen (Bad Wurzach)
Adelshofen ist ein Gemeindeteil der Stadt Bad Wurzach im baden-württembergischen Landkreis Ravensburg in Deutschland.

## Geografie
Adelshofen liegt etwa 7 km nördlich von Bad Wurzach, circa 2,2 km nördlich von Unterschwarzach, und ungefähr 4,2 km südöstlich von Eberhardzell.
Der Nebenfluss Umlach fließt westlich an Adelshofen vorbei.

## Geschichte
Bereits 1282 wird Adelshofen als Adelotshoven von Adel von Adelshofen erwähnt, danach hingegen wird Adelshofen 1286 als Adanshoven umbenannt. Diese Adelsfamilie ist bis in das 15. Jahrhundert nachweisbar, denn die Vereinödung wurde hingegen 1803/04 durchgeführt. Dabei entstanden vermutlich Solben und Unterbuchhäusle.

## Kapelle
Die Kapelle in Adelshofen ist ein Rokoko-Bau, der zwischen 1760 und 1770 errichtet wurde. Sie zeichnet sich durch ihren elliptisch abgerundeten Ecken und flachen Risaliten in der Mittelachse aus. Die Kapelle besitzt ein Satteldach, das ostseitig abgewalmt ist. Ein massiver Giebelreiter, in dem eine Glocke untergebracht ist, sitzt auf dem Gibel.

## Energie
In Adelshofen gibt es eine Biogasanlage (MaStR-Nummer SEE954311897012) mit einer Leistung von 99 kW, die am 17. April 2023 in Betrieb genommen wurde und ihren Strom als Teileinspeisung ins Netz liefert.

### Solar
Des Weiteren tragen mehrere Photovoltaikanlagen zur Energieversorgung bei. Die sechs Solaranlagen in Adelshofen verfügen zusammen über eine Bruttoleistung von 358,89 kWp. 
Die folgende Übersicht listet die Einheiten auf:
- Inbetriebnahme am 4. Oktober 2004: Eine Photovoltaikanlage (MaStR-Nr. SEE960566479804) mit einer Bruttoleistung von 30,38 kWp wurde in Betrieb genommen. Diese Anlage speist den erzeugten Strom vollständig ins Netz ein und ist nicht fernsteuerbar.[5]
- Inbetriebnahme am 23. Dezember 2009: Eine weitere Anlage (MaStR-Nr. SEE985657792822) mit 470 Modulen und einer Bruttoleistung von 84,6 kWp ging ans Netz. Sie ist nach Süd-Westen ausgerichtet (Neigungswinkel unter 20 Grad), speist voll ein und ist fernsteuerbar.[6]
- Inbetriebnahme am 21. Juni 2010: Die Inbetriebnahme einer Anlage (MaStR-Nr. SEE916118963321) mit 319 Modulen und 63,8 kWp Bruttoleistung erfolgte an diesem Datum. Diese nach Süd-Ost ausgerichtete Anlage (Neigungswinkel unter 20 Grad) speist vollständig ein und ist fernsteuerbar.[7]
- Inbetriebnahme am 14. November 2011: Eine Anlage (MaStR-Nr. SEE959239287808) mit 170 Modulen und 40,8 kWp Bruttoleistung wurde an diesem Datum in Betrieb genommen. Sie ist nach Süden ausgerichtet (Neigungswinkel unter 20 Grad), speist den Strom vollständig ein und ist fernsteuerbar.[8]
- Inbetriebnahme am 21. März 2014: Eine Anlage (MaStR-Nr. SEE998482007160) mit 176 Modulen und 39,6 kWp Bruttoleistung wurde an diesem Datum in Betrieb genommen. Ihre Ausrichtung ist überwiegend Süd-Ost und Nord-West mit einem Neigungswinkel unter 20 Grad. Sie arbeitet als Teileinspeisungsanlage (einschließlich Eigenverbrauch) und kann vom Netzbetreiber ferngesteuert werden.[9]
- Inbetriebnahme am 28. November 2018: Die jüngste hier aufgeführte Photovoltaikanlage (MaStR-Nr. SEE977750756320) wurde an diesem Datum in Betrieb genommen. Sie besteht aus 338 Modulen und hat eine Bruttoleistung von 99,71 kWp. Ihre überwiegende Ausrichtung ist Süd und West mit einem Neigungswinkel von 20 bis 40 Grad, und sie speist als Teileinspeisungsanlage (einschließlich Eigenverbrauch) in das Netz ein. Die Fernsteuerbarkeit durch den Netzbetreiber ist gegeben.[10]